# Datis Nuperrime
Datis Nuperrime — енцикліка Папи Римського Пія XII, що опублікована 5 листопада 1956 року. У цій енцикліці Папа висловив жаль у зв'язку із сумними подіями в Угорській Народній Республіці та засуджує застосування насильства. Назва походить від перших слів документа, в перекладі: У недавній енцикліці (мається на увазі Laetamur Admodum).
Основною причиною публікації енцикліки була реакція на радянську інтервенцію в Угорщину і придушення Угорської революції 1956 року. Всього кількома днями раніше Папа видав енцикліку Laetamur Admodum, в якій він висловив надію на встановлення миру, справедливості та свободи в цій країні. Ця надія згасла після новин про вторгнення іноземної армії і повторне поневолення країни. Папа визнав, що оплакує і засуджує ці трагічні події. Посилаючись на біблійну історію про Каїна та Авеля, написав: «Кров угорська нація волає до Бога!». Дала Папа висловив думку, що соціальний порядок не повинен будуватиме на кровопролитті, тому що справжній мир завжди ґрунтується на принципах справедливості, свободи і миру. Він висловив надію на те, що політики покладуть край несправедливості і злочинам. Пій XII сказав, що молиться за жертв і закликав до молитви всіх католиків.
Це остання і найсумніша з трьох енциклік Пія XII про ситуацію в Угорській Народній Республіці в 1956 році. Раніше були видані Luctuosissimi Eventus та Laetamur Admodum . Вони є виразом величезного інтересу Папи до подій в комуністичних країнах, особливо до долі місцевих церков і вірних. Ці та інші документи підкреслюють не тільки боротьбу Святого Престолу із комуністичною системою, яку Пій XII визнав одним з найбільших ворогів християнства, а й велике занепокоєння Папи долею своєї поневоленої пастви. Вони мають велике моральне значення, особливо з огляду на часте мовчання демократичних країн Заходу до подій в країнах за залізною завісою.